# Megan Boone
Megan Boone   (Petoskey, 29 d'abril de 1983) és una actriu dels Estats Units. Es més coneguda pel seu paper com l'agent del FBI Elizabeth Keen a la sèrie The Blacklist emesa per NBC.

## Biografia
Megan Boone va néixer a Petoskey, Michigan i es va criar a The Villages, Florida. Els seus pares s'hi van mudar quan ella era una nena per estar més a prop dels seus avis. El seu avi, H. Gary Morse, va desenvolupar de The Villages; i la seva mare, Jennifer Parr, és la directora de vendes. Megan Boone diu que estava 'enganxada' a actuar als set anys de quan els seus avis la varen portar a Nova York per anar a veure una obra de Brodway protagonitzada per Nathan Lane.
Va estudiar a Belleview High School, on es va graduar al 2001. Al 2005 es va gradura a l'Escola de Teatre de la Florida State University amb una Llicenciatura en Belles Arts en Actuació. Després va estudiar amb Jane Alexander i Edwin Sherinat al Asolo Repertory Theatre i va realitzar tallers amb el dramaturg Mark Medoff. Boone atribueix a Alexander la seva influència perquè continués actuant, tot i que va considerar deixar-ho al principi de la seva carrera. A finals del 2017, Boone va començar a estudiar un MBA en Sostenibilitat al Bard College.

## Carrera
Boone va debutar a Los Angeles el 2007 interpretant a Limonade Tous les Jours de Charles L. Mee i va guanyar dos premis del LA Weekly Theater Awards per la seva actuació. Boone va fer el seu debut cinematogràfic en la pel·lícula de terror My Bloody Valentine 3D (2009), seguida d'un paper secundari a Sex and the City 2 al 2010. Durant el 2010, en el seu any a la televisió, va interpretar al fiscal de districte adjunt Lauren Stanton a la curta sèrie de la NBC Law & Order: LA. Aquell mateix any, Boone va debutar com a directora de la pel·lícula independent Eggshells for Soil, parts de la qual es van rodar a la seva ciutat natal, The Villages, Florida. També ha aparegut a Step Up Revolution (2012), la quarta pel·lícula de la sèrie Step Up.
Boone més tard rebria un paper protagonista en el drama independent Leave Me Like You Found Me (2012), pel qual va guanyar el Premi del Gen Art Film Festival a la Millor Actriu. Va tenir un paper recurrent en la sèrie de drama policial de la CBS, Blue Bloods, el 2013, seguida del seu paper protagonista de l'agent de l'FBI Elizabeth Keen en la sèrie de NBC The Blacklist el mateix any. The Blacklist va aconseguir tan èxit crític com de públic, incloent bones puntuacions en qualificacions de DVR.

## Vida personal
Al novembre de 2015, el representant de Boone va confirmar que ella i l'artista Dan Estabrook esperaven al seu primer fill junts. El gener de 2016, durant una aparició a Live! amb Kelly i Michael, Boone va revelar que ella i Estabrook estaven compromesos i esperant una nena. Va donar a llum a la seva filla Caroline Boone Estabrook, el 15 d'abril de 2016.
Després del naixement de la seva filla, participa cada vegada més en la sensibilització sobre els problemes ambientals. El gener de 2017, va llançar la Fundació Caroline Agnes, que brinda als pares opcions de regals per als seus fills que són ambientalment segurs.

## Filmografia
| Cinema       | Cinema                               | Cinema                                        | Cinema                                            |
| Any          | Pel·lícula                           | Paper                                         | Notes                                             |
| ------------ | ------------------------------------ | --------------------------------------------- | ------------------------------------------------- |
| 2001         | Elijah                               | Abigail                                       | Curt                                              |
| 2007         | The Mustachioed Bandit Meets His End | Kate                                          |                                                   |
| 2009         | My Bloody Valentine 3D               | Megan                                         |                                                   |
| 2010         | The Myth of the American Sleepover   | Kerri Sullivan                                |                                                   |
| 2010         | Eggshells for Soil                   | Teacher                                       | També directora, escriptora i productora          |
| 2010         | Sex and the City 2                   | Allie                                         |                                                   |
| 2012         | Step Up Revolution                   | Claire                                        |                                                   |
| 2012         | About Cherry                         | Jake                                          |                                                   |
| 2012         | Leave Me Like You Found Me           | Erin                                          | Premi a la millor actriu al Gen Art Film Festival |
| 2013         | Bienvenido a la jungla               | Lisa                                          |                                                   |
| 2013         | Family Games                         | Sloane                                        |                                                   |
|              |                                      |                                               |                                                   |
| Televisió    |                                      |                                               |                                                   |
| Any          | Títol                                | Paper                                         | Notes                                             |
| 2008         | The Cleaner                          | Rae                                           | Capítol "Five Little Words"                       |
| 2008         | Cold Case                            | Helen McCormick '60                           | Capítol "Wings"                                   |
| 2010         | Harvard Medical School (HMS)         | Nell Larson                                   | Pilot                                             |
| 2010         | HMS: White Coat                      | Nell Larson                                   |                                                   |
| 2010-2011    | Law & Order: Los Angeles             | D.D.A. Lauren Stanton                         | 7 capítols                                        |
| 2013         | Blue Bloods                          | Detective Candice McElroy                     | 2 capítols                                        |
| 2013-present | The Blacklist                        | Elizabeth Keen                                | 147 capítols                                      |
| 2014         | Robot Chicken                        | Hannah Horvath / Kelly Garrett / Zira / Angie | 2 capítols                                        |
| 2017         | The Blacklist: Redemption            | Elizabeth Keen                                | 2 capítols                                        |